# Ушас
У́шас (санскр. उषस्; uṣas «заря») — божество в ведийской мифологии, олицетворённая заря.
Ушас — важнейшее и одно из высших божеств «Ригведы». Иногда употребляется множественное число — «зори». Она изображается как приветствующая птиц, пробуждающая всех живых существ и прогоняющая злых духов прекрасная молодая женщина, едущая по небу на золотой колеснице.
Ушас посвящено 20 гимнов «Ригведы». Первое упоминание в Ригведе Ушас — Ригведа 1.30, где она упоминается наряду Индрой и Ашвинами («Гимн к Индре, Ашвинам и Ушас»).
В «Ригведе» 6.64.1-2 Ушас описывается следующим образом:
Утренние зори взошли, блистая для красоты,

Сверкая, словно волны вод.

Она делает все пути счастливыми, легкопроходимыми.

Появилась богатая, щедрая Дакшина.

Ты (всегда) появляешься как несущая счастье. Далеко ты сверкаешь:

Твое пламя (и) лучи взлетели к небу.

Красуясь, ты обнажаешь грудь,

О Ушас божественная, блистая во (всем) великолепии.
В своей книге «Тайна Веды» Ауробиндо пишет:
...Заря есть внутреннее озарение, которое приносит человеку всю многообразную полноту его широчайшего существа, силу, сознание, радость; она блистает своими сияниями, с ней приходят все возможные силы и энергии, она дает человеку полноту жизненной силы, для того чтобы он мог наслаждаться бесконечным восторгом более широкого существования.
В древнейших частях «Ригведы» Ушас определяется как «божественная дочь» — divó duhitâ — Дьяуса-Питы, «Неба-Отца». Также она считается супругой Сурьи, бога солнца, и матерью Ашвинов, божественных близнецов, символизирующих рассвет и закат. Также из «Ригведы» известно, что с Ушас враждует Индра, бог грозы, который однажды, находясь в состоянии опьянения, разбил палицей её колесницу.
Санскритское слово uṣas происходит от праиндоевропейского корня *hausos, из которого происходят также такие слова, как греческое Эос, латинское Аврора, русское утро, армянское ush (в значении предрассветного времени). Исходя из этого, божество зари можно считать довольно древним, своими корнями уходящим в эпоху индоевропейского единства.